# برباريساوات
البرباريساوات (الاسم العلمي: Berberidoideae) هي أسرة من النباتات تتبع الفصيلة البرباريسية من رتبة الحوذانيات.

## قبائل البرباريساوات
- البرباريساوية
  - البرباريس